# Povoado Islâmico da Ponta do Castelo
O Povoado Islâmico da Ponta do Castelo, igualmente conhecido como Povoado Islâmico de Pescadores, é um sítio arqueológico na freguesia da Bordeira, no Município de  Aljezur, no Sul de Portugal.

## Descrição e história
Este sítio arqueológico está situado no alto de uma arriba costeira num promontório, a Sul do Porto do Forno, nas imediações da povoação da Carrapateira. Consiste num antigo povoado de origem islâmica, que era utilizado de forma sazonal pelos habitantes da região, que desta forma complementavam a agricultura e a pastorícia com os produtos do mar, principalmente peixe e marisco, conceito que permaneceu no Algarve até ao século XX.
Foram descobertas as ruínas de nove edifícios residenciais, de planta rectangular e só com uma divisão, construídos em taipa sobre enrocamento de pedra. No interior foram identificados vestígios de estruturas de combustão, além de fragmentos de cerâmica, anzóis, pesos de rede, e restos de vários animais marítimos e terrestres. Além do consumo local, o peixe também poderia ser salgado e seco, e depois utilizado nas trocas comerciais com produtos do interior, como cereais. Devido à sua localização, o povoado estava exposto em grande parte do ano a ventos fortes e humidade, criando más condições de habitabilidade, motivo pelo qual seria talvez utilizado principalmente como observatório, talvez ligado à baleação. Com efeito, embora no século XXI as baleias tenham virtualmente desaparecido das costas algarvias, no período islâmico ainda eram muito abundantes. Uma das peças mais interessantes que foram  encontradas no sítio arqueológico foi um osso de baleia, que seria talvez utilizado como banco, e poderia ter vindo de um animal caçado naquela zona. As peças encontradas no local foram preservadas no Museu do Mar e da Terra, na Carrapateira.
De acordo com o espólio encontrado no local, o povoado terá sido habitado por volta dos séculos XII e XIII, durante o período almóada do domínio muçulmano da Península Ibérica. O sítio foi alvo de trabalhos arqueológicos em 2001, uma vez que os vestígios estavam em risco de desaparecer devido à erosão natural e à presença humana, e depois em 2002. Este foi o primeiro povoado de pescadores do período islâmico a ser estudado em Portugal.
O povoado islâmico está integrado no percurso temático Trilho dos Pescadores, entre a Carrapateira e a Vila do Bispo. As ruínas são visíveis a partir de um passadiço em madeira, construído no âmbito do programa Polis Litoral Sudoeste.